# Gadolinio
El gadolinio es un elemento químico de la tabla periódica cuyo símbolo es Gd y cuyo número atómico es 64. Es un metal raro de color blanco plateado, es maleable y dúctil. Solo se encuentra en la naturaleza de forma combinada (sal). La producción mundial ronda las 400 toneladas al año.
Puesto que la temperatura de Curie del gadolinio es 292 K (18,85 °C) su magnetismo dependerá de la temperatura ambiente. Por encima de dicha temperatura será paramagnético, y ferromagnético por debajo.
El gadolinio fue descubierto en 1880 por Jean Charles de Marignac, que detectó su óxido mediante espectroscopia. Recibe su nombre del mineral gadolinita, uno de los minerales en los que se encuentra el gadolinio, que a su vez lleva el nombre del químico finlandés Johan Gadolin. El gadolinio puro fue aislado por primera vez por el químico Paul-Émile Lecoq de Boisbaudran hacia 1886.
El gadolinio posee propiedades metalúrgicas inusuales, hasta el punto de que tan sólo un 1% de gadolinio puede mejorar significativamente la trabajabilidad y la resistencia a la oxidación a altas temperaturas del hierro, el cromo y los metales relacionados. El gadolinio, como metal o sal, absorbe los neutrones y, por tanto, se utiliza a veces para el blindaje en la radiografía de neutrones y en los reactores nucleares.
Como la mayoría de las tierras raras, el gadolinio forma iones trivalentes con propiedades fluorescentes, y las sales de gadolinio(III) se utilizan como fósforos en diversas aplicaciones.
Los iones de gadolinio (III) en sales solubles en agua son muy tóxicos para los mamíferos. Sin embargo, los compuestos de gadolinio (III) quelados evitan que el gadolinio (III) se exponga al organismo y la mayor parte es excretadas vía  riñones por personas sanas  antes de que pueda depositarse en los tejidos. Debido a sus propiedades  paramagnéticas, las soluciones de gadolinio orgánico  quelado se utilizan como complejos administrados por vía intravenosa como agente de contraste de IRM basado en gadolinio en la resonancia magnética médica. Se depositan en cantidades variables en los tejidos del cerebro, el músculo cardíaco, el riñón, otros órganos y la piel, dependiendo principalmente de la función renal, la estructura de los quelatos (lineal o macrocíclica) y la dosis administrada.

## Historia

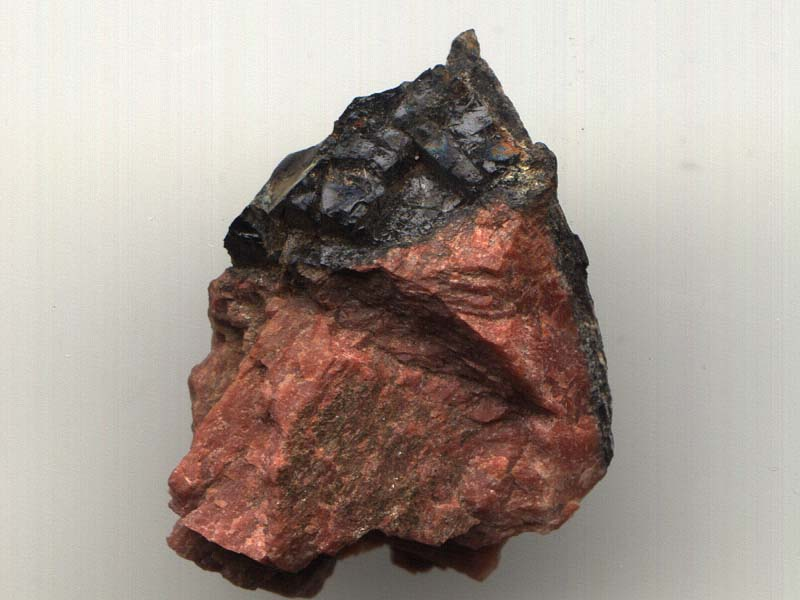
Gadolinita.

El gadolinio toma su nombre del mineral gadolinita, a su vez nombrado por el químico finlandés y geólogo Johan Gadolin.
En 1880, el químico suizo Jean Charles Galissard de Marignac observó las líneas espectroscópicas debidas al Gadolin  en muestras de la gadolinita (que en realidad contiene relativamente poco gadolinio, pero suficiente para mostrarlo en un espectro), y en otro mineral separado, cerita.  Este último mineral demostró tener mucho más del elemento que mostraba la nueva línea espectral, y  Galissard de Marignac finalmente separó un óxido mineral de la cerita, que pensó que era el óxido de este nuevo elemento. Llamó al óxido  "gadolinia." Dado que se dio cuenta de que la gadolinia era el óxido de un nuevo elemento, se le atribuye el descubrimiento del gadolinio. El químico francés Paul Émile Lecoq de Boisbaudran fue quien, en realidad, realizó la separación del gadolinio, metal de la gadolinia, en 1886.

## Características

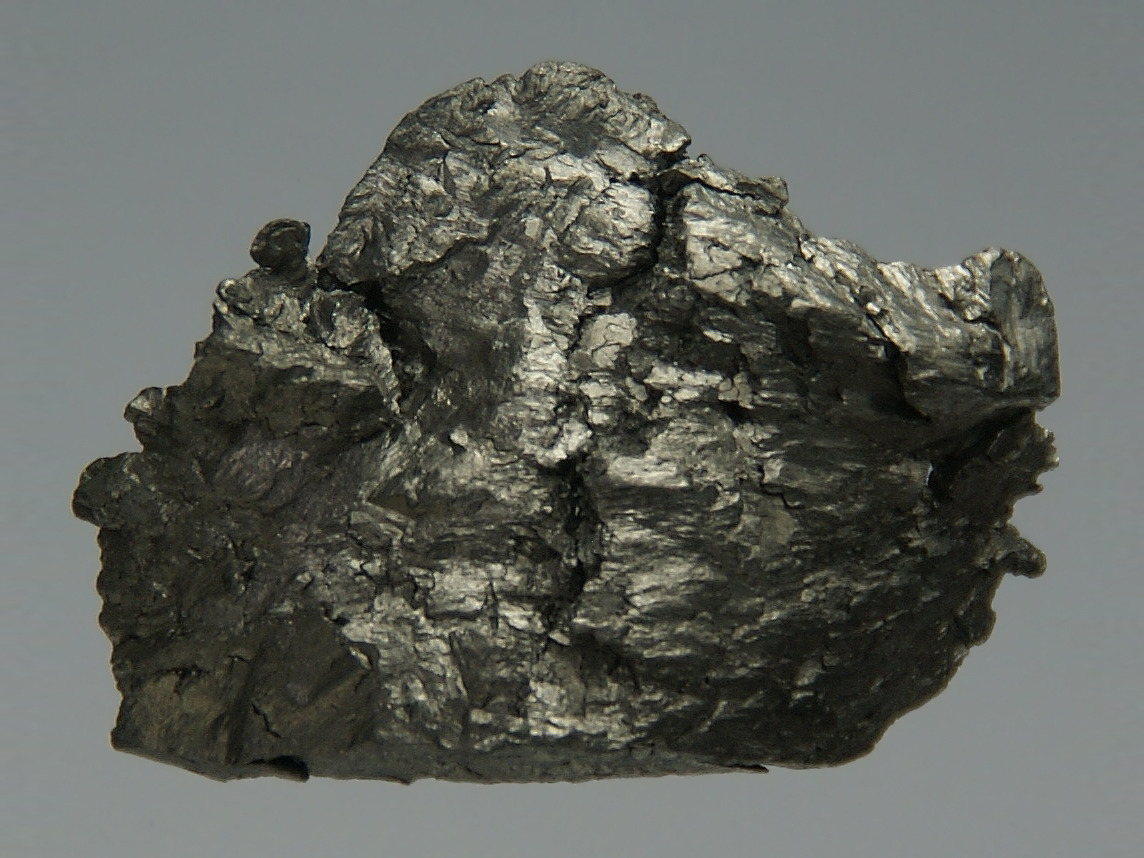
Muestra de un gedolinio metálico.

### Propiedades físicas
El gadolinio es el octavo miembro de la serie de lantánidos. En la tabla periódica, aparece entre los elementos europio a su izquierda y terbio a su derecha, y encima del actínido curio. Es un elemento de tierras raras maleable, dúctil de color blanco plateado. Sus 64 electrones están dispuestos en la configuración  [Xe]4f75d16s2.
Como la mayoría de los otros metales en la serie de los lantánidos, el gadolinio generalmente usa tres electrones como electrones de valencia, ya que luego los electrones 4f restantes están demasiado unidos: esto se debe a que los orbitales 4f penetran más a través del núcleo de electrones de xenón inerte al núcleo, seguidos por 5d y 6s, y esto aumenta con mayor carga iónica. Cristaliza en el sistema cristalino hexagonal compacto forma α a temperatura ambiente, pero, cuando se calienta a temperaturas superiores a 1235 grados Celsius (2255,0 °F), se transforma en su forma β, que tiene una estructura cúbica de cuerpo centrada.
El isótopo gadolinio-157 tiene la sección eficaz de captura neutrónica para neutrón térmico más grande de cualquier nucleido estable: alrededor de 259.000 barn . Solo el xenón-135 tiene una sección eficaz de captura más alta, alrededor de 2,0 millones de barn, pero este isótopo es radiactivo.
Se cree que el gadolinio es ferromagnético a temperaturas por debajo de los 20 °C (68,0 °F).  y es fuertemente paramagnético por encima de esta temperatura. Existe evidencia de que el gadolinio es un antiferromagnético helicoidal, en lugar de un ferromagnético, por debajo de los 20 °C (68,0 °F). El gadolinio posee un efecto magnetocalórico por el cual su temperatura aumenta cuando entra en un campo magnético y disminuye cuando sale del campo magnético. Se baja la temperatura a 5 °C (41,0 °F) para la aleación de gadolinio  Gd85Er15, y este efecto es consideráblemente más fuerte para la aleación Gd5(Si2Ge2), pero a una temperatura mucho menor (<85 Kelvin (−188,2 °C)). Un efecto magnetocalórico significativo se observa a temperaturas mayores, hasta unos 300 kelvins, en los compuestos Gd5(SixGe1−x)4.
Los átomos individuales de gadolinio se pueden aislar encapsulándolos en moléculas de fulereno, donde se las puede visualizar con un microscoipio de transmisión de electrones. Los átomos individuales de Gd y los pequeños racimos de Gd pueden incorporarse a los nanotubos de carbono.

### Propiedades químicas
El gadolinio se combina con la mayoría de los elementos para formar derivados de Gd(III). También se combina con nitrógeno, carbono, azufre, fósforo, boro, selenio, silicio y arsénico a temperaturas elevadas, formando compuestos binarios.
A diferencia de otros elementos de tierras raras, el gadolinio metálico es relativamente estable en aire seco. Sin embargo, rápidamente pierde su lustre en aire húmedo, formando óxido de gadolinio(III) (Gd2O3) el cual es muy poco adherente:
4 Gd + 3 O2 → 2 Gd2O3,
el cual se desprende, exponiendo mayor superficie a la oxidación.
El gadolinio es un fuerte agente reductor, que reduce los óxidos de varios metales a sus elementos. El gadolinio es bastante  electropositivo y reacciona lentamente con agua fría y bastante rápido con agua caliente formando hidróxido de gadolinio:
2 Gd + 6 H2O → 2 Gd(OH)3 + 3 H2.
El gadolinio metálico es atacado por ácido sulfúrico diluido formando soluciones que contienen los iones Gd(III) incoloros, que existen como complejos [Gd(H2O)9]3+:
2 Gd + 3 H2SO4 + 18 H2O → 2 [Gd(H2O)9]3+ + 3 SO2−
4 + 3 H2.
El gadolinio metálico reacciona con los halógenos (X2) a temperaturas de unos 200 grados Celsius (392 °F):
2 Gd + 3 X2 → 2 GdX3.

#### Compuestos químicos
En la gran mayoría de sus compuestos, como muchos metales de tierras raras, el gadolinio adopta el estado de oxidación +3. Sin embargo, el gadolinio se puede encontrar en raras ocasiones en los estados de oxidación 0, +1 y +2. Se conocen los cuatro trihaluros. Todos son blancos, excepto el yoduro, que es amarillo. El más común de los haluros es el cloruro de gadolinio (III) (GdCl3). El óxido se disuelve en ácidos para dar las sales, como el nitrato de gadolinio (III).
El gadolinio (III), como la mayoría de los iones lantánidos, forma complejos  con un alto número de coordinación. Esta tendencia se ilustra mediante el uso del agente quelante DOTA, un ligando octadentado. Las sales de [Gd(DOTA)]− son útiles en imágenes por resonancia magnética. Se han desarrollado una variedad de complejos de quelatos relacionados, incluida la gadodiamida.
Se conocen compuestos de gadolinio reducidos, especialmente en estado sólido. Los haluros de gadolinio (II) se obtienen calentando haluros de Gd (III) en presencia de Gd metálico en recipientes de tantalio. El gadolinio también forma sesquicloruro de Gd2Cl3, que se puede reducir aún más a GdCl recociéndolo a 800 grados Celsius (1472,0 °F). Este cloruro de gadolinio (I) forma plaquetas con una estructura similar al grafito en capas.

## Aplicaciones

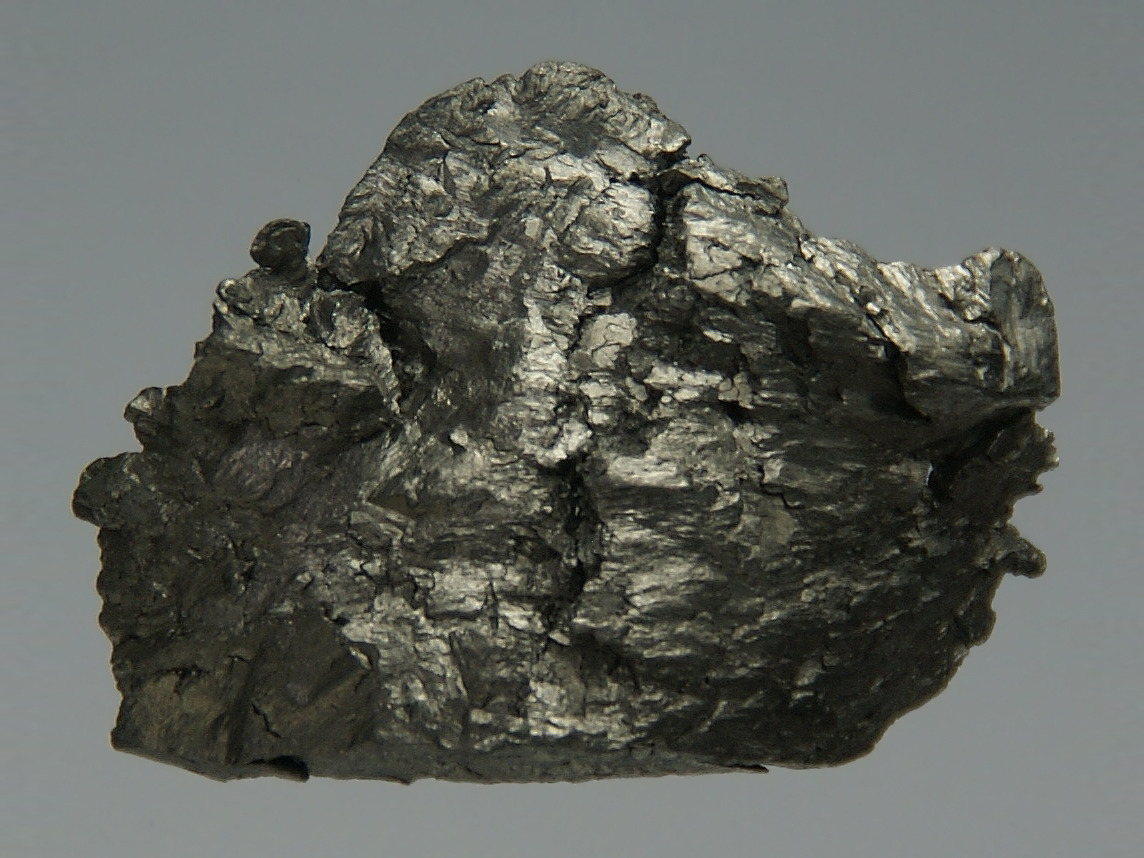
Un bloque de gadolinio puro de 12 gramos.

El gadolinio posee un efecto magnetocalórico, el cual es mucho más intenso en la aleación Gd5(Si2Ge2). Por este motivo es utilizado en la refrigeración magnética a nivel industrial y científico; sin embargo, su alto coste y la necesidad de usar arsénico en el proceso lo inhabilitan para la refrigeración doméstica. También tiene usos médicos como contraste en la resonancia magnética nuclear.
Respecto al uso en medicina, se sabe que su uso es muy peligroso en personas con insuficiencia renal y es causante de una enfermedad muy grave conocida como fibrosis sistémica nefrogénica. 
Hasta hace poco se pensaba que el organismo de las personas sin problemas renales eliminaba rápidamente todo el gadolinio en pocas horas, sin embargo recientes investigaciones sugieren que parte de la sustancia administrada permanece en los tejidos del cuerpo. De momento se desconocen sus efectos a largo plazo, pero dado que se trata de un elemento tóxico los expertos recomiendan ser cautos en su uso. "Debido a que el gadolinio tiene una alta intensidad de señal en el cuerpo, nuestros datos pueden sugerir que el componente tóxico de gadolinio permanece en el cuerpo, incluso en pacientes con una función renal normal", subraya el autor principal del estudio, Tomonori Kanda, de la Escuela de Medicina de la Universidad Teikyo, en Tokio.
Dado que se suele administrar en hospitales en donde el paciente no tiene acceso al prospecto del medicamento, el profesional está obligado a proporcionar información detallada al paciente del producto que se le va a administrar, sopesando riesgos y beneficios, de modo que el paciente pueda decidir si desea que se le inyecte la sustancia.
También es obligatorio que el profesional realice estudios rigurosos sobre la situación de salud del paciente antes de administrar el fármaco, dada su alta toxicidad.
El nitrato de gadolinio se inyecta en el refrigerante de agua pesada de las centrales nucleares de tipo CANDU para detener la reacción, como medida complementaria a las barras de control. Se emplea igualmente en las centrales nucleares de agua liviana como veneno neutrónico consumible, mezclado con los combustibles de óxido de uranio y mezclado con óxido de gadolinio.